# Seznam transportnih vojaških helikopterjev
Seznam najpomembnejših sodobnih transportnih vojaških helikopterjev.

## Abecedni seznam
(ime (država proizvajalka)

### A
- Aérospatiale Super Frelon (Francija)
- Eurocopter AS332 Super Puma (Združeno kraljestvo-Francija)

### B
- Bell UH-1 Iroquois (ZDA)
- Boeing CH-47 Chinook (ZDA)
- Boeing Vertol CH-46 Sea Knight (ZDA)

### M
- Mil Mi-2 (Sovjetska zveza)
- Mil Mi-4 (Sovjetska zveza)
- Mil Mi-6 (Sovjetska zveza)
- Mil Mi-14 (Sovjetska zveza)
- Mil Mi-26 (Sovjetska zveza)

### P
- PZL W-3 Sokół (Poljska)

### S
- Sikorsky CH-53E Super Stallion (ZDA)
- Sikorsky S-55 Whirlwind (ZDA)
- Sikorsky UH-60 Black Hawk (ZDA)

### W
- Westland Commando Mk. 2 (Združeno kraljestvo)
- Westland Wessex (Združeno kraljestvo)